# Commands & Colors: Ancients
Commands & Colors: Ancients ist ein Strategiespiel der Entwickler Richard Borg, Pat Kurivial und Roy Grider von GMT Games, das 2006 veröffentlicht wurde. Es basiert auf Borg's Command & Colors System, das ähnlich auch bei einigen seiner anderen Spiele – wie Memoir '44, BattleLore und Battle Cry – Verwendung findet. Darin wird der „fog of war“ und die Unsicherheit, welche auf realen Schlachtfeldern anzutreffen ist, simuliert.
Commands & Colors: Ancients konzentriert sich auf die Epoche von 3000 v. Chr.–400 n. Chr.

## Ausstattung
Das Hauptspiel enthält Holz-Blöcke in zwei Farben für die römischen / syrakusischen Armeen und karthagische Armee sowie Bögen mit Aufklebern, die verschiedene Einheitentypen repräsentieren. Diese müssen auf den Blöcken vor dem ersten Spiel angebracht werden. 16 kleine Holzklötzchen, welche „victory banner“ / Siegpunkte darstellen, und 7 Kunststoff-Würfel, welche ebenfalls mit Aufklebern versehen werden müssen. Das Spiel enthält weiterhin ein Regelbuch, ein Szenario Buch, und zwei „cheat sheets“, welche den Spielern eine schnelle Übersicht über die Fähigkeiten der Einheiten und Modifikatoren verschaffen. Der Spielplan aus Karton, ist in einem Hexraster gehalten. Weitere hexagonale Gelände Stücke werden auf dem Brett, nach Anleitung des jeweiligen Szenarios, ausgelegt. Ebenfalls enthalten sind die Befehlskarten, welche den Spielern die jeweiligen Spielzüge auf dem Brett erlauben.

## Spielverlauf
Die Einheiten werden auf dem Brett nach den Abbildungen und Szenariobeschreibungen im Szenariobuch angeordnet. Jeder Spieler erhält Kommando-Karten, entsprechend dem „command value“, die im gewählten Szenario beschrieben wird. Häufig haben die Spieler ein unterschiedliches „command value“ und erhalten somit eine unterschiedliche Menge an Karten. Die Spieler spielen abwechselnd ihre Karten. Diese bezeichnen in der Regel Teile des Schlachtfeldes, entweder rechte oder linke Flanke, das Zentrum oder eine Kombination von mehreren, um in diesem Bereich eine oder mehrere Einheiten zu befehligen. Diese können dann entsprechend ihrer Modifikatoren bewegt werden und/oder in den Kampf befohlen werden.
Es gibt auch spezielle Karten, welche spezifische Aktionen ermöglichen. Dies wird solange fortgesetzt, bis ein Spieler die für das Szenario erforderliche Anzahl von Siegpunkten erlangt hat. Siegpunkte werden in der Regel für vollständig eliminierte feindliche Einheiten oder Anführer vergeben.

## Szenarien
Das Spiel beinhaltet fünfzehn historische Schlachten-Szenarien, z. B. Cannae, Zama, Cynoscephalae, Beneventum, Bagradas, Trebia, Metaurus Baecula, Ilipa, Gefecht am Ticinus.

## Erweiterungen und Nachfolger
Es wurden bis 2017 sechs Erweiterungen für Commands & Colors: Ancients veröffentlicht:
- Ancients Expansion #1: Greece & Eastern Kingdoms (2006)
- Ancients Expansion #2: Rome and the Barbarians (2006)
- Ancients Expansion #3: The Roman Civil Wars (2007)
- Ancients Expansion #4: Imperial Rome (2009)
- Ancients Expansion #5: Epic Ancients II (2009)
- Ancients Expansion #6: The Spartan Army (2011)

Zudem erschien 2010 das Spiel Commands & Colors: Napoleonics, das zur Zeit der Napoleonischen Kriege angesiedelt ist. Hierzu erschienen als Erweiterungen:
- Napoleonics Expansion #1 – The Spanish Army (2011)
- Napoleonics Expansion #1 – The Russian Army (2013)
- Napoleonics Expansion #1 – The Austrian Army (2013)
- Napoleonics Expansion #1 – The Prussian Army (2014)
- Napoleonics Expansion #6 – EPIC Napoleonics (2016)

Das 2016 erschienene Commands & Colors Tricorne: The American Revolution befasst sich mit der Zeit der Amerikanischen Revolution, hierzu sind noch keine Erweiterungen erschienen.